# 里亚德·艾哈迈多夫
里亚德·艾哈迈多夫（1956年12月20日—1992年1月25日），是一名阿塞拜疆军人。他曾接受克格勃训练，并在第一次纳戈尔诺-卡拉巴赫战争担任情报官员，领导一个特别情报单位。他因执行地下行动任务时失踪，被追授为阿塞拜疆国家英雄。

## 生平
1956年12月20日，里亚德·艾哈迈多夫出生于巴库。1976年，他在阿塞拜疆苏维埃社会主义共和国司法部法医科学研究所担任实验室助理。1979年，他以荣誉生身份毕业于巴库国立大学法学院。随后，他加入了司法部的法律草案准备和立法系统化部门，并在1980-1981年担任司法部人力资源部的高级顾问。1981年，他在司法部任职期间应招加入苏联安全系统。同年，他进入位于明斯特的苏联国家安全委员会的高级学校，之后返回巴库工作。1984年，他在位于莫斯科的尤里·弗拉基米罗维奇·安德罗波夫克格勃学院完成培训。1988年，他因功获得苏联武装力量70周年纪念奖章。
随着第一次纳戈尔诺-卡拉巴赫战争日益紧张，他开始组建并领导阿塞拜疆特种侦察队，部队屡次摧毁击毙了大量亚美尼亚军事装备与人员。1992年，他晋升为阿塞拜疆共和国国防部情报局副局长。同年1月，他成立一个特殊情报小组，并由经历过阿富汗战争的老兵组成。1月22日，他率领小组前往舒沙，并在1月25日执行地下行动任务，在执行任务中失踪。

## 纪念
1992年6月7日，阿塞拜疆总统发布883号总统令，追授他为“阿塞拜疆国家英雄”。阿塞拜疆首都巴库的203中学以他命名。

## 外部连接
- MNS. National Heroes of Azerbaijan